# 陳豹
陳豹（？—1664年），一作陳霸，福建南安人，為鄭成功的部將，南明隆武帝封为“忠勇侯”。

## 生平
本姓呂，被陳家收養。他身材矮胖，腰圍三尺六，故人稱之為“三尺六大人”。
陳豹自明崇祯十七年（1644年）至南明永曆十六年（1662年）駐守南澳十九年，跟随鄭成功，擊潰潮汕清軍，鞏固金門、厦門等根據地。
南明隆武元年（1645年）十一月初一日陳豹引九軍到福州，被任命为南澳副總兵。永曆元年（1647年）被任命为南澳總兵。永曆二年夏四月同楊際時、郭子英等將領，随同鄭鴻逵、九軍首領劉公顯，集船三百餘艘，接載淮王、寧靖王到揭陽駐扎，圖謀復明。永曆五年五月初四日鄭成功蒞臨南澳，與陳豹商議勤王之事。鄭成功以忠心和全局考慮，命陳豹暫留南澳，如有告急，火速赴援。陳豹在南澳精練兵事，以待調遣。十六年（1662年）三月部屬謠傳陳豹不遵守號令，密通平南王意要投清。鄭成功信以為真，大怒，遣周全斌率帆船会廈門杜煇、黄昌等進攻陳豹。陳豹聞訊失色，對眾將說：「廣澄訛已不及，率兵抗王師，又非我所願，此乃藩王（鄭成功）所逼，只好舍棄南澳，投誠了。」眾將随陳豹下船，到虎頭山投降清軍。
爾后，陳豹被清朝封為“慕化伯”，數月后雙眼失明，兩年後病逝。